# Berkshire (maiale)

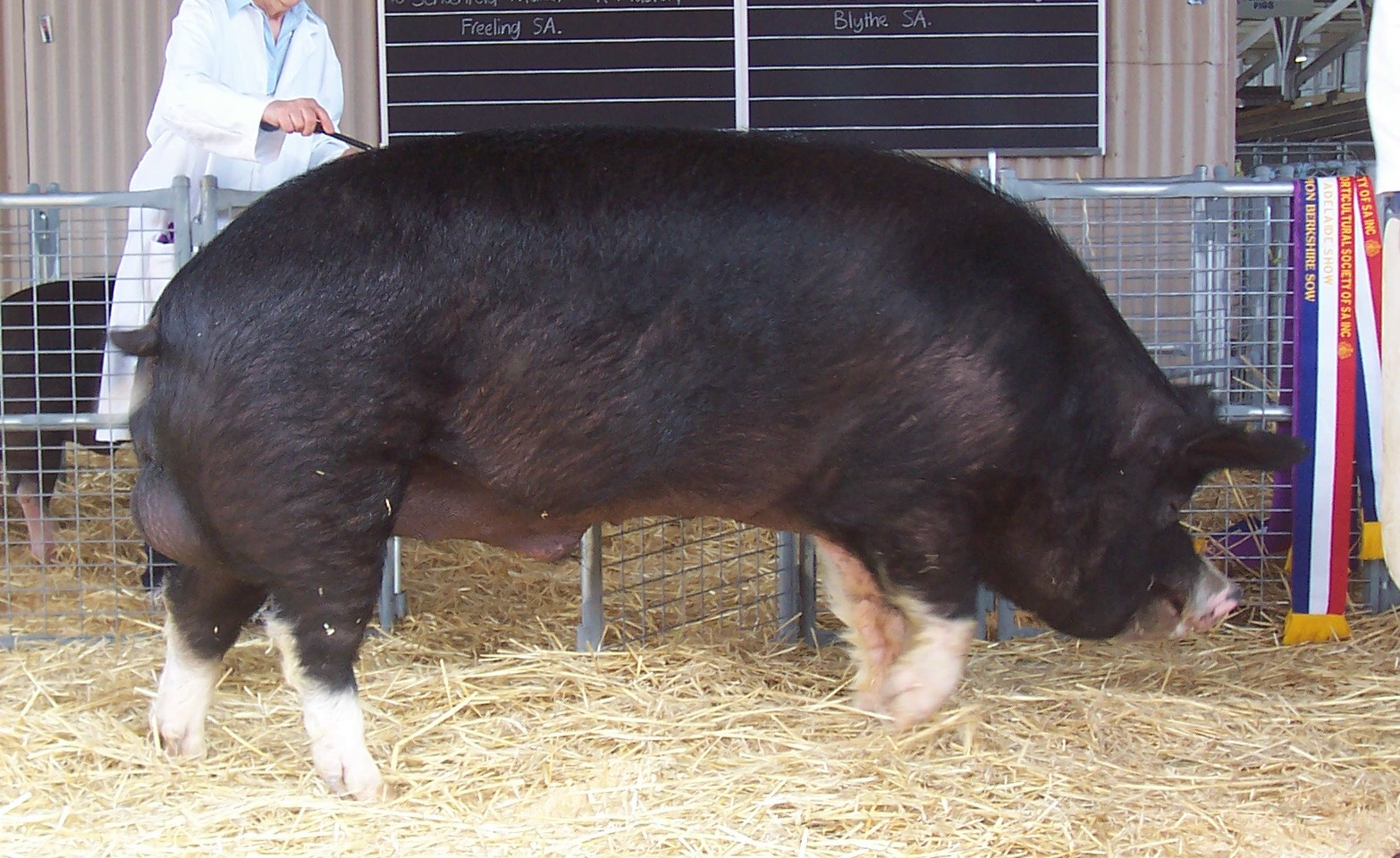
Un maiale Berkshire

Il Berkshire è una razza suina britannica pregiata e diffusa nel territorio di appartenenza.
Il colore del manto è nero con macchie bianche sul grugno, sulla punta della coda e all'estremità degli arti.
Di dimensioni medie, possiede testa con profilo concavo e grugno breve, fornendo carni dal gusto estremamente delicato.
La caratteristica saliente della razza è la precocità riproduttiva, adatta al miglioramento di altre razze suine.